# مالی‌خضرلی (امام‌اغلو)
مالی‌خضرلی (به ترکی استانبولی: Malıhıdırlı) یک منطقهٔ مسکونی در ترکیه است که در امام‌اغلو واقع شده‌است.